# Methona grandior
Espèce
Methona grandior est une espèce d'insectes lépidoptères (papillons) de la famille des Nymphalidae, de la sous-famille des Danainae et du genre Methona.

## Dénomination
Methona grandior a été décrit par l'entomologiste américain William Trowbridge Merrifield Forbes en 1944.

### Sous-espèces
- Methona grandior grandior ; présent au Surinam, en Guyana et en Guyane.
- Methona grandior incana (Forbes, 1944) ; présent en Équateur
- Methona grandior ssp. ; présent au Brésil[1].

### Nom vernaculaire
Methona grandior se nomme Grand Amberwing en anglais.

## Description
Methona grandior est un papillon d'une envergure de 90 mm à 95 mm, aux ailes transparentes à veines marron à noir, bordure et séparations marron à noir. Les ailes antérieures à bord interne concave sont beaucoup plus longues que les ailes postérieures qui ont un apex angulaire.

## Écologie et distribution
Methona grandior est présent  en Équateur, au Brésil, au Pérou, au Surinam, en Guyana et en Guyane,.

### Protection
Pas de statut de protection particulier.